# Luise Flecková
Luise Fleck (1. srpna 1873 Vídeň – 15. března 1950 tamtéž), také známá jako Luise Veltée (za svobodna) nebo Luise Kolm (během prvního manželství), byla rakousko-uherskou (později rakouskou) režisérkou a scenáristkou. Jejím otcem byl Luis Veltée a její matkou Johana née Adveneat.